# Nikolaï Sarkisov
Nikolaï Sarkisov (en russe : Николай Эдуардович Саркисов, transcription anglaise : Nikolay Sarkisov), né le 23 juin 1968 à Cuba, est un milliardaire russe, arménien et chypriote. Il est fondateur de la compagnie d'assurance russe RESO-Garantia dont Axa est actionnaire.
En 2014, sa fortune personnelle est estimée à 1,1 milliard de dollars américains par le magazine Forbes, faisant de lui la 1465e fortune mondiale.

## Biographie

### Carrière
Nikolaï Sarkisov est né à Cuba en 1968 en période de guerre froide d'un père haut fonctionnaire soviétique d’origine arménienne, qui a participé à la création du ministère du commerce extérieur de l’URSS et qui a ensuite emmené sa famille à Cuba, où il était en poste au début des années 1960.
Nikolaï Sarkisov a étudié à l'Université d'État de gestion de Moscou et a ensuite travaillé dans le commerce extérieur avant d'effectuer deux ans de service militaire dans les rangs du KGB.
Il fonde en 1991 avec son frère aîné Sergueï la compagnie d'assurance RESO-Garantia qui est désormais le deuxième acteur sur le marché de l'assurance en Russie.
En 2008, la compagnie d'assurance Axa, prend, contre un chèque de 810 millions d’euros, 37 % de RESO-Garantia. Les groupes français et russe créent une filiale commune dans l’assurance vie et Axa accorde un prêt de 1 milliard de dollars aux frères Sarkisov logé dans une holding chypriote qui sera remboursé en 2012. Axa disposait d'une option lui permettant d’acquérir le reste de la société russe en 2010 et 2011 mais celle-ci n'a pas été exercée.
De 2014 à 2019, il est le consul général d'Arménie à Lyon. En 2019, il est démis de ses fonctions par le premier ministre arménien Nikol Pachinian à la suite d'une enquête judiciaire concernant sa compagnie d'assurance en Ukraine, litige dans lequel les frères Sarkisov seront blanchis.
En 2019, il fait l'acquisition du site industriel des Cheminées Brisach à Sainte-Maxime, avant sa fermeture ce site de 53 000 mètres carrés était considéré comme le fleuron économique du golfe de Saint-Tropez,.

### Vie privée
Il est le père de 5 enfants et a vécu à Moscou jusqu'en 2016. Il partage désormais son temps entre ses résidences en Europe de l'Ouest et Dubaï aux Émirats arabes unis,.
Il a un frère ainé, Sergei Sarkisov, dont la fortune s'élevait également à 1,1 milliard de dollars en 2014.
Il possède une résidence secondaire de 600 mètres carrés avenue Foch à Paris, plusieurs villas à Saint-Tropez, une propriété viticole de 140 hectares à Ramatuelle, une demeure au Cap-d’Ail, proche de Monaco ainsi que le château de Saint-Amé à Ramatuelle dans lequel a été tourné le film le Gendarme de Saint-Tropez.
Nikolaï Sarkisov est également présent à Courchevel, où il possède neuf sociétés dont deux de gestion hôtelière et quatre chalets, dans lesquels il a investi plus de 50 millions d’euros. Dans la station, il est notamment propriétaire du chalet Croix du Sud d'une superficie de 2029 mètres carrés ainsi que du chalet Apopka d'une superficie de 2753 mètres carrés comprenant huit chambres avec sauna, jacuzzi, piscine, salle de gym, bar et cinéma privatif. Ce dernier a fait l'objet d'un litige avec son partenaire et associé François-Xavier Susini lors des travaux et a été racheté aux enchères pour 24 millions d’euros le 7 mai 2021 au tribunal d'Albertville par Nikolaï Sarkisov.
Le 28 septembre 2023, le parquet de Paris, confirme qu'une enquête est ouverte en France depuis 2022 pour des soupçons de blanchiment visant Nikolaï Sarkisov, et les investigations ont été élargies à des opérations immobilières impliquant Bernard Arnault à Courchevel (Savoie).

## Affaires judiciaires et controverses

### Liens avec le Kremlin
Selon le journal Libération, les frères Sarkisov « sont proches du Kremlin, précise un homme d’affaires qui les connaît bien. Ils fournissent de l’assurance au ministère de la défense russe à Moscou ». L'Obs note également qu'ils sont proches du Kremlin depuis les années 1990.

### Contrat de conseil avec Nicolas Sarkozy
En 2019, l'ancien président français Nicolas Sarkozy a conclu un contrat de conseil pluriannuel, dont le montant total s’élève à 3 millions d’euros, avec le groupe d’assurances russe RESO-Garantia, contrôlé par les frères Sarkisov. L'ancien président a reçu, début 2020, un paiement de 500 000 euros. À la suite du virement, Tracfin a effectué un signalement au Parquet national financier qui a ouvert à l’été 2020 une enquête préliminaire pour trafic d’influence visant Nicolas Sarkozy.
En avril 2022, Nikolaï Sarkisov a admis l’existence d’un contrat de conseil avec Nicolas Sarkozy au magazine Marianne: « M. Sarkozy s’est occupé pour moi d’une opération internationale. En 2019, une société étrangère a voulu racheter ma compagnie d’assurances, mais finalement l’affaire ne s’est pas faite. Sarkozy est resté deux ans en contrat avec moi. Votre ancien président est une personne très professionnelle».